# Henschel Hs 123
Henschel Hs 123 — німецький одномоторний суцільнометалевий біплан періоду Другої світової війни, що використовувався в ролі пікіруючого бомбардувальника і штурмовика.

## Історія створення
Створений під керівництвом Ф. Ніколауса в конструкторському бюро фірми «Геншель флюґцойґверке». Спочатку проектувався як винищувач — пікіруючий бомбардувальник за зразком біплана Кертіс «Гок» III ВПС США. Літак мав використовувати 9-циліндровий двигун повітряного охолодження BMW 132A-2 потужністю 650 к.с. і мав переносити 200 кг бомб.
Дослідний екземпляр з позначенням Hs 123V1 вперше піднявся в небо 1 квітня 1935, а 8 травня був продемонстрований офіційним особам рейху. Два прототипи були розбиті — літаки руйнувалися в повітрі при спробі виведення з пікірування, пілоти загинули. Проведене розслідування показало, що причиною аварій стала недостатня міцність центроплана. У серпні 1935 року на четвертому прототипі Hs 123V4 цей вузол був посилений, і машина легко виходила з пікірування під кутом більше 80°. У серпні 1935 року цей прототип успішно пройшов випробування на полігоні в Рехліні, і незабаром після невеликих доопрацювань літак був запущений в серійне виробництво влітку 1936 року. Прийнятий на озброєння німецьких Люфтваффе в листопаді 1936 року.

## Опис
Hs 123 являв собою одностієчний півтораплан. Двохлонжеронне верхнє крило кріпилося до фюзеляжу N-подібними стійками. Нижнє крило було однолонжеронне. Обшивка крил була змішаною: металевою (дюралевою) і тканинною. Фюзеляж типу напівмонокок, суцільнометалевий, овального перетину. Шасі триопорне, що не прибирається, з хвостовим вільноорієнтованим колесом. Основні стійки шасі закриті обтічниками.

## Тактико-технічні характеристики

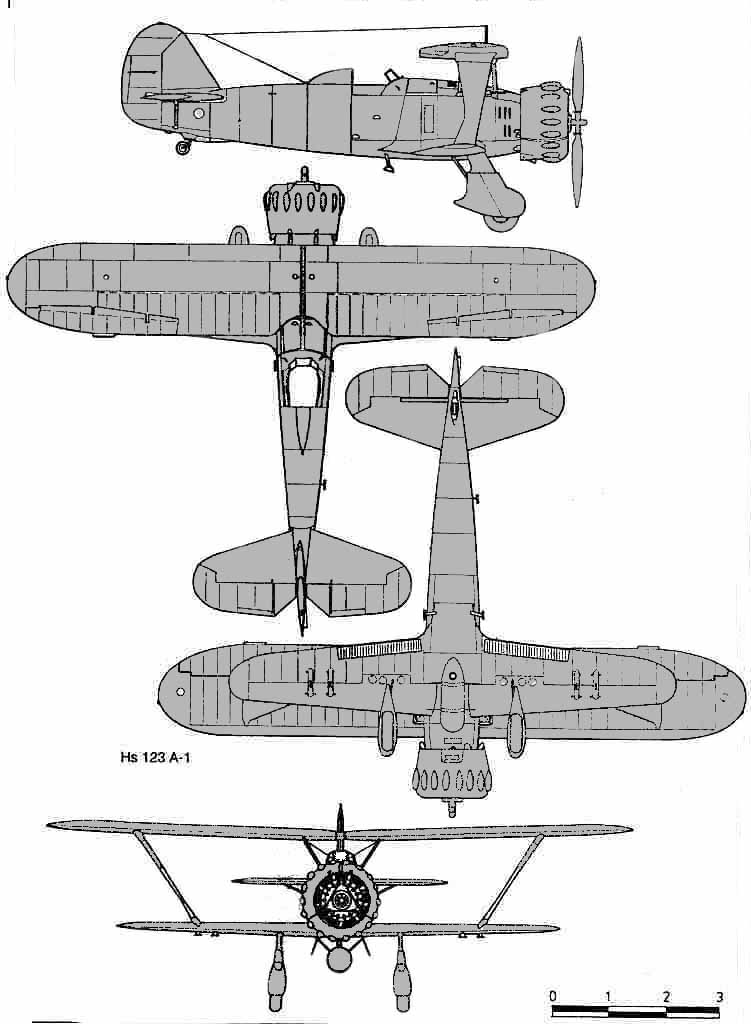

### Технічні характеристики
- Екіпаж: 1 особа
- Довжина: 8,33 м
- Висота: 3,2 м
- Розмах крила: 10,5 м
- Площа крила: 24,85 м²
- Маса порожнього: 1500 кг
- Маса спорядженого: 2215 кг
- Двигун: BMW 132Dc
- Потужність: 880 к. с.

### Льотні характеристики
- Максимальна швидкість: 341 км/г
- Дальність польоту:
  - з 200 кг бомб — 480 км
  - з підвісними паливними баками — 860 км
- Практична стеля: 9000 м
- Швидкопідйомність: 15 м/c

### Озброєння
- Кулеметне:
  - 2 × 7,92-мм курсові кулемети MG 17
- Бомбове навантаження:
  - 1 × 250 кг бомба або
  - 4 × 50 кг бомби або
  - 2 контейнери з 92 2-кілограмовими бомбами або
  - додатковий паливний бак

## Історія використання

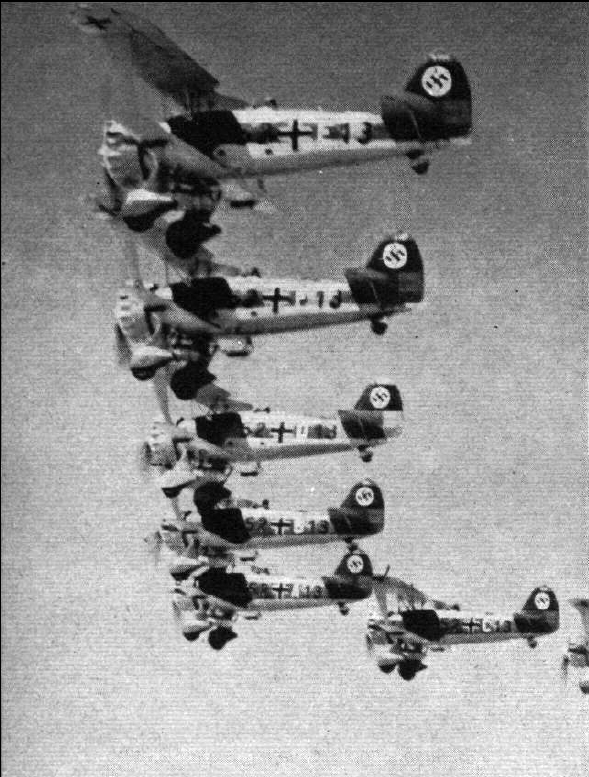
Ескадрилья Hs 123 в польоті

Був прийнятий на озброєння як пікіруючий бомбардувальник, але невдовзі після прийняття на озброєння Ju 87A літак був перекваліфікований на штурмовик, ставши при цьому першим літаком-штурмовиком Люфтваффе. Бойове хрещення прийняв у часи Громадянської війни в Іспанії на боці іспанських націоналістів. В грудні 1936 року перші 5 Hs 123, а згодом ще 11.
В серпні 1938 року Hs 123 стояли на озброєнні двох штурмових авіагруп, але до початку Другої світової їх було розформовано, і залишено тільки інструкторську авіагрупу II(Shcl.)/LG 2 з 40 Hs 123. Під час польської кампанії ця група підтримувала наступ 16-го моторизованого корпусу.
З 10 травня 1940 року авіагрупа II(Shcl.)/LG 2 підтримувала 6-ту армію, що наступала на Бельгію. Також брала участь в боях біля Седану, а з 21 травня почала підпорядковуватись 19-му армійському корпусу. Після завершення французької кампанії, авіагрупу переозброїли на винищувачі-бомбардувальники Bf 109E, а вцілілі Hs 123 було передано загону 10.(Shcl.)/LG 2. Останній брав участь в наступі на Балканах.
22 червня в Люфтваффе ще було 22 Hs 123 в групі LG 2. На початку війни вони діяли на північному напрямі, брали участь в наступі на Москву, зокрема в вяземській операції. В січні 1942 останні Hs 123 були зібрані в авіазагоні 7./SchlG 1, який брав участь в боях в Криму і біля Харкова. Останні Hs 123 використовувались на фронті аж до середини 1944 року.
Окрім Люфтваффе, Hs 123 знаходились на озброєнні ВПС Іспанії і Китаю. Іспанія отримала декілька Hs 123 після завершення громадської війни, і вони використовувались до 1945 року. Китай купив 12 Hs 123 в 1938 році, і використовувала їх в боях проти Японії.